# New Zealand Security Intelligence Service
Der New Zealand Security Intelligence Service (NZSIS), in Maori Te Pā Whakamarumaru, ist ein Nachrichtendienst des neuseeländischen Staates. Er arbeitet primär als Inlandsgeheimdienst, hat aber auch eine internationale Komponente.

## Geschichte
Der New Zealand Security Intelligence Service wurde 1956 unter der Bezeichnung New Zealand Security Service gegründet, besaß aber zu Anfang keine gesetzliche Basis, auf der der Dienst arbeiten konnte. Erst mit der Verabschiedung und dem Inkrafttreten des New Zealand Security Intelligence Service Act 1969 bekam der Dienst eine gesetzliche Grundlagen und wurde im September 1969 in New Zealand Security Intelligence Service umbenannt.
Bis zu seiner Gründung im Jahr 1956 lag die nationale Sicherheit in den Händen der neuseeländischen Polizei.

## Aufgaben
Der NZSIS ist ein Public Service Department und übernimmt eine Reihe von Funktionen, die für die Sicherheit Neuseelands von Bedeutung sind. Dazu zählen:
- das Sammeln und Analysieren von Daten und das Erstellen von Berichten die nachrichtendienstlich für die Sicherheit Neuseelands von Bedeutung sind,
- die Bereitstellung von schützenden Sicherheitsdiensten einschließlich der Beratung über die Sicherheit von Personen, Informationen, und physischen Dingen sowie über Sicherheitsrisiken auf nationaler Ebene,
- die Zusammenarbeit mit dem Government Communications Security Bureau, der New Zealand Defence Force und der New Zealand Police, um Aufgaben und die Zusammenarbeit mit anderen Behörden zu erleichtern und um auf eine unmittelbare Bedrohung von Leben und/oder Sicherheit in Neuseeland zu reagieren.[6]

Bei der Ausübung seiner Funktionen handelt der NZSIS im Einklang mit dem Gesetz und den Menschenrechtsverpflichtungen, unabhängig und unparteiisch und in einer Weise, die eine demokratische Kontrolle erleichtert.
Die Ziele des NZSIS sind:
- Neuseelands Verteidigung, Außenpolitik und nationale wirtschaftliche Interessen zu schützen und zu fördern
- Neuseelands Staatsbürger und ihr Eigentum zu schützen
- Schwerwiegende ausländische Straftaten, die Neuseeland betreffen, aufzudecken und zu unterbinden
- Schutz vor Terrorismus und Spionage

## Organisation
Der Security Intelligence Service hat seinen Sitz in der Hauptstadt Wellington und hat Außenstellen in Auckland und Christchurch. Er hat zwischen 110 und 140 festangestellte Mitarbeiter und damit etwas weniger als Neuseelands anderer Nachrichtendienst, das Government Communications Security Bureau (GCSB). Sein Budget ist mit etwa 16 Millionen neuseeländische Dollar etwas geringer als das des GCSB.
Der NZSIS hat umfangreiche Verbindungen zu ausländischen Nachrichtendiensten, insbesondere in den USA, Großbritannien und Australien. Er ist möglicherweise an das Echelon-Spionagenetzwerk angeschlossen, obwohl diese Art von Aufgaben eher dem GCSB zugeschrieben werden. Die Verbindung des NZSIS mit ausländischen Diensten ist in Neuseeland oft umstritten.
Der NZSIS wird vom Director of Security geleitet und wird überwacht durch den Inspector-General of Intelligence and Security und durch das Intelligence and Security Committee. Der NZSIS untersteht dem für Nachrichtendienste zuständigen Minister. Das ist traditionell der Premierminister von Neuseeland.
Der NZSIS wurde 1956 gegründet. Ihm wurde 1969 durch das „Security Intelligence Act“-Gesetz eine Rechtsgrundlage gegeben. Der Security Intelligence Act wurde seitdem mehrfach erweitert. Am umstrittensten war möglicherweise der Zusatz von 1977 durch Robert Muldoon, der die Möglichkeiten für Überwachungen stark erweiterte. Gegen diesen Zusatz kam es 1977 zu größeren Protesten vor dem Parlament.

## Das NZSIS in den Schlagzeilen
Das NZSIS ist seit seiner Gründung im Jahre 1956 in einer Vielzahl von öffentlichen Vorfällen und Debatten beteiligt gewesen.
- Im Jahre 1974 war das NZSIS die Quelle für die Informationen, welche dazu geführt hatten, dass Bill Sutch, ein Ökonom, festgenommen werden konnte. Er stand unter der Anklage, für die Sowjetunion spioniert zu haben. Sutch wurde verhaftet und das NZSIS wurde kritisiert, da man ihn an erster Stelle angeklagt hatte.[7]
- 1981 wurde das NZSIS wieder kritisiert, da eine Liste mit 20 sogenannten „Staatsfeinden“ veröffentlicht wurde, welche an einer Demonstration gegen die Springbock-Tour, einen Besuch des südafrikanischen Rugby-Teams, teilgenommen hatten. Diese Ausgrenzung von Personen als „Staatsfeinde“ wurde von vielen als Verletzung des Rechtes, gegen Regierungsentscheide protestieren zu dürfen, erachtet.
- 1985 schaffte es das NZSIS nicht, die Operation ausfindig zu ausmachen, in welcher französische Mitarbeiter des DGSE das Schiff von Greenpeace, die Rainbow Warrior, mittels einem Sprengsatz versenkten. Dabei kam ein Fotograf ums Leben. Dies war der bedeutendste Fall von Gegenspionage oder Terror in der Geschichte von Neuseeland.[8]
- Im Jahre 1996 beobachtete Aziz Choudry, ein Kritiker der APEC, wie zwei Agenten des NZSIS in sein Haus einbrachen. Er ging vor Gericht und machte geltend, dass das NZSIS mit dieser Aktion seine Rechte verletzt hatte. Letztendlich gewann Aziz den Prozess, ihm wurden die Kosten der Schäden erstattet und die offizielle Seite entschuldigte sich bei ihm für den Vorfall.
- Im Jahre 2002 erklärte das NZSIS, dass der algerische Asylsuchende Ahmed Zaoui ein Sicherheitsrisiko für Neuseeland sei, und empfahl, ihn so schnell wie möglich abzuschieben. Diese Empfehlung wurde jedoch stark kritisiert. Das NZSIS stellte ein Sicherheitsrisikogutachten aus, gemäß dem Abschnitt 114 des Immigrationsgesetzes von 1987. Darauf wurde Zaoui verhaftet und in eine Strafvollzugsanstalt eingewiesen. Das NZSIS verweigerte die Herausgabe von Informationen, welche zeigen könnten, welche Fakten Zaoui zu einem Sicherheits-Risiko gemacht hatten. Eine Stellungnahme des General-Inspektors des Geheim- und Sicherheitsdienstes, welcher das NZSIS unter seiner Obhut hat, wurde von einigen als eindeutig befangen gegen Zaoui bewertet. Als Folge dieser Kritik trat General-Inspektor Laurie Grieg im März 2004 von seinem Posten zurück. Der ehemalige Richter Paul Neazor wurde zu seinem Nachfolger gewählt.[9]
- 2004 tauchten Gerüchte auf, nach denen das NZSIS maorische Staatsbürger überwachte, unter anderem auch Mitglieder der neuen Maori-Partei. Für politische Zwecke lief diese Aktion unter dem Namen „Operation Leaf“.[10] Die Behauptungen wurden allerdings im April 2005 durch eine vom General-Inspektor des Geheim- und Sicherheitsdienstes in Auftrag gegebene Studie widerlegt. Daraufhin erklärte Premierministerin Helen Clark, die Vorwürfe seien eine Ente, und forderte die Zeitung Sunday Star Times, welche die Story zuvor abgedruckt hatte, zu einer Entschuldigung auf[11], die auch kurz darauf erfolgte.